# Тарасово (Молдова)
Тарасово, Тарасова (рум. Tarasova) — село в Резинском районе Молдавии. Наряду с селом Солончены входит в состав коммуны Солончены.

## История
Бог дал сельским жителям здесь, живописные деревни, «стопу, которые купались в реке Днестр и лесистые холмы окружают деревню.» Говорят, что название села базируется на нескольких легендах: старое название реки Днестр, Тирас, и может, что село находится в террасах. Последняя легенда считает он правдивее говорит Тарасова топоним происходит от рода гибридных лоз, которые растут здесь сегодня, Террасы. «Когда мы назвали Тарас, и коммунисты превратили его в Тарасовой» говорят местные жители.
Первое документальное упоминание села района Сорока Тарасов от 2 февраля 1619 года, когда принц Раду Михню Dragotă магистрат подтвердить свое мастерство на деревне Тарасов. В 1627 половине села Тарасову книга находится в крупных городах Dumitraş канцлеру Стивен и его жене, Zinica. Из документа мы узнаем, что из Тарасовой недвижимости был куплен Думитру SAPS 250 талеров. В 1657 году половина Tarsova достичь мастерства ЦПИМП монастыря. В советское время село Тарасова является частью колхоза «Солончень», с одной бригадой табаководов и области. В селе работали восемь лет школа, публичная библиотека, клуб, почта, детский сад, магазины.

## География
Село расположено на высоте 42 метра над уровнем моря. Вдоль берега Днестра, напротив сел Стоенцы и Белочи. Возле села Тарасова Ландшафтного заповедника является Пояна-Curaturi-Тарасов с площадью 692 га. Она включает в себя террасы вокруг деревень Socol Днестр и Тарасовой и каньоны, что открытие в направлении северо-Днестровский сел Пояна и Curaturi. Помимо каменистых склонов и террас вниз по Днестру, этот резерв леса поляна ландшафтного между фондами; Curaturi-кукуруза; Curaturi-лагерь управления лесами Шолдэнешть. На этом участке старых террасы реки, образуя крутые выступы длиной 50-70 м по сравнению с другими молодыми террасами. Крутые и бесплодные террасы месторождений сарматской видны. Осаждение слои формируются на основе Torf вулканической глины хлопьев (7 м) и выше -calcar (13 м). Они содержат остатки богатой фауны моллюсков. Горизонтальное дно песок и известняк ансамбль ocsalit.

## Население
По данным переписи населения 2004 года, в селе Тарасово проживает 584 человека (278 мужчин, 306 женщин).
Этнический состав села:
| Национальность | Число жителей | Процентный состав |
| -------------- | ------------- | ----------------- |
| молдаване      | 584           | 100,0             |
| Всего          | 584           | 100 %             |